# سيدي علال التازي
سيدي علال التازي قرية مغربية على ضفاف واد سبو بإقليم القنيطرة الساحلي، شمالي الرباط. تضم بلدة سيدي علال التازي 	22.265 نسمة (إحصاء 2024). 

## وصلات خارجية
- (بالإنجليزية) المدينة على موقع Falling Rain Genomics, Inc.

1. ↑  المملكة المغربية, المندوبية السامية للتخطيط. "الإحصاء العام للسكان و السكنى 2004" (PDF) (بعربية و فرنسية). pp. 52–53. Archived from the original (pdf) on 2015-05-01. Retrieved 2012-04-20.{{استشهاد ويب}}:  صيانة الاستشهاد: لغة غير مدعومة (link)
2. ↑  المندوبية السامية للتخطيط (المحرر)، الإحصاء العام للسكان والسكنى لسنة 2014، QID:Q19599909
3. ↑   http://rgph2014.hcp.ma/file/166326/. {{استشهاد ويب}}: |url= بحاجة لعنوان (مساعدة) والوسيط |title= غير موجود أو فارغ (من ويكي بيانات) (مساعدة)
4. ↑  GeoNames (بالإنجليزية), 2005, QID:Q830106
5. ↑  Thapa، Sonia؛ Nalli، Yedukondalu؛ Singh، Ajeet؛ Singh، Shashank Kr.؛ Ali، Asif (31 مايو 2024). "Neuroprotective Effects of Cannabispirenone A against NMDA-Induced Excitotoxicity in Differentiated N2a Cells". Oxidative Medicine and Cellular Longevity. ج. 2024: 1–11. DOI:10.1155/2024/3530499. ISSN:1942-0994.{{استشهاد بدورية محكمة}}:  صيانة الاستشهاد: دوي مجاني غير معلم (link)